# Вимушене випромінювання

Схематичне зображення процесу вимушеного випромінювання

Вимушене випромінювання — випромінювання фотона збудженою квантовомеханічною системою під впливом резонансної електромагнітної хвилі.
Термін використовується на противагу спонтанному випромінюванню.
При вимушеному випромінюванні фотон не тільки не поглинається збудженою квантовомеханічною системою, наприклад, молекулою, а викликає перехід цієї системи до стану з меншою енергією, що супроводжується появою ще одного фотона, когерентного із першим.
Вимушене випромінювання — лежить в основі роботи лазера.

## Вступ. Теорія Ейнштейна

Рис. 1a. Поглинання фотона

Рис. 1б. Вимушене випускання фотона

Рис. 1в. Спонтанне випромінювання фотона

Значний внесок у розробку питання про вимушене випромінювання (випускання) вніс А. Ейнштейн, опублікувавши в 1916 і 1917 роках відповідні наукові статті. Гіпотеза Ейнштейна полягає в тому, що під дією електромагнітного поля частоти ω молекула (атом) може:
- перейти з нижчого енергетичного рівня {\displaystyle E_{1}} на вищий {\displaystyle E_{2}} з поглинанням фотона з енергією {\displaystyle \hbar \omega =E_{2}-E_{1}} (див. рис. 1a);
- перейти з вищого енергетичного рівня {\displaystyle E_{2}} на нижчий {\displaystyle E_{1}} з випусканням фотона з енергією {\displaystyle \hbar \omega =E_{2}-E_{1}} (див. рис. 1б);
- крім того, як і за відсутності збуджувального поля, залишається можливим мимовільний перехід молекули (атома) з верхнього на нижній рівень з випусканням фотона енергією {\displaystyle \hbar \omega =E_{2}-E_{1}} (див. рис. 1в).

Перший процес називають поглинанням, другий — вимушеним (індукованим) випромінюванням, третій — спонтанним випромінюванням. Швидкість поглинання і вимушеного випускання фотона пропорційна ймовірності відповідного переходу:
{\displaystyle B_{12}\cdot u} і {\displaystyle B_{21}\cdot u,} де {\displaystyle B_{12},} {\displaystyle B_{21}} — коефіцієнти Ейнштейна для поглинання і випускання, {\displaystyle u} — спектральна густина випромінювання.
Число переходів {\displaystyle \mathrm {d} n_{1}} з поглинанням світла виражається як
{\displaystyle \mathrm {d} n_{1}=B_{12}u\cdot n_{1}\mathrm {d} t,\qquad \qquad (1)}
з випромінюванням світла задається виразом:
{\displaystyle \mathrm {d} n_{2}=(A_{21}+B_{21}u)\cdot n_{2}\mathrm {d} t,\qquad (2)}
де {\displaystyle A_{21}} — коефіцієнт Ейнштейна, що характеризує ймовірність спонтанного випромінювання, а {\displaystyle n_{1},n_{2}} — число частинок у першому або другому стані відповідно. Згідно з принципом детальної рівноваги, за термодинамічної рівноваги число квантів світла {\displaystyle \mathrm {d} n_{1}}, поглинутих під час переходів 1 → 2, має дорівнювати числу квантів {\displaystyle \mathrm {d} n_{2},} випущених у зворотних переходах 2 → 1.

## Зв'язок між коефіцієнтами
Розглянемо замкнуту порожнину, стінки якої випускають і поглинають електромагнітне випромінювання. Таке випромінювання характеризується спектральною густиною {\displaystyle u(\omega ,T),} одержуваною з формули Планка:
{\displaystyle u(\omega ,T)={\frac {\hbar \omega ^{3}}{\pi ^{2}c^{3}}}\cdot {\frac {1}{\mathrm {exp} (\hbar \omega /kT)-1}}.\qquad \qquad (3)}
Оскільки ми розглядаємо термодинамічну рівновагу, то {\displaystyle \mathrm {d} n_{1}=\mathrm {d} n_{2}.} Використовуючи рівняння (1) і (2), знаходимо для стану рівноваги:
{\displaystyle B_{12}u(\omega ,T)n_{1}=(A_{21}+B_{21}u(\omega ,T))n_{2},}
звідки:
{\displaystyle {\frac {n_{2}}{n_{1}}}={\frac {B_{12}u(\omega ,T)}{A_{21}+B_{21}u(\omega ,T)}}.\qquad \qquad (4)}
За термодинамічної рівноваги розподіл частинок за рівнями енергії підпорядковується закону Больцмана:
{\displaystyle {\frac {n_{2}}{n_{1}}}={\frac {g_{2}}{g_{1}}}\cdot \mathrm {exp} \left(-{\frac {E_{2}-E_{1}}{kT}}\right),\qquad \qquad (5)}
де {\displaystyle g_{1}} і {\displaystyle g_{2}} — статистичні ваги рівнів, що показують кількість незалежних станів квантової системи, що мають однакову енергію (вироджених). Будемо вважати для спрощення, що статистичні ваги рівнів дорівнюють одиниці.
Отже, порівнюючи (4) і (5) і беручи до уваги, що {\displaystyle \hbar \omega =E_{2}-E_{1},} одержимо:
{\displaystyle u(\omega ,T)={\frac {A_{21}}{B_{12}\mathrm {exp} (\hbar \omega /kT)-B_{21}}}.\qquad \qquad (6)}
Оскільки при {\displaystyle T\to \infty } спектральна густина випромінювання має необмежено зростати, то слід вважати знаменник рівним нулю, звідки маємо:
{\displaystyle B_{12}=B_{21}.}
Далі, зіставивши (3) і (6), легко отримати:
{\displaystyle B_{21}={\frac {\pi ^{2}c^{3}}{\hbar \omega ^{3}}}\cdot A_{21}.}
Останні два співвідношення справедливі для будь-яких комбінацій рівнів енергії. Їх справедливість зберігається і за відсутності рівноваги, оскільки вони визначаються тільки характеристикою систем і не залежать від температури.

## Властивості вимушеного випускання
За властивостями вимушене випускання істотно відрізняється від спонтанного.
- Найхарактерніша риса вимушеного випромінювання полягає в тому, що електромагнітна хвиля, яка виникла, поширюється в тому ж напрямку, що й первісна індукувальна хвиля.
- Частоти й поляризація вимушеного і початкового випромінювань також рівні.
- Вимушений потік когерентний збуджувальному.

## Застосування
На вимушеному випромінюванні ґрунтується робота квантових підсилювачів, лазерів і мазерів. У робочому тілі лазера під час нагніту створюється надмірна (порівняно з термодинамічним очікуванням) кількість атомів у верхньому енергетичному стані. Робоче тіло газового лазера міститься в резонаторі (в найпростішому випадку — пара дзеркал), що створює умови для накопичення фотонів з певним напрямком імпульсу. Початкові фотони виникають завдяки спонтанному випромінюванню. Потім, завдяки наявності позитивного зворотного зв'язку, вимушене випромінювання лавиноподібно наростає. Лазери зазвичай використовують для генерування випромінення, тоді як мазери, що працюють в ділянці радіочастот, застосовуються також і для підсилення.